# هاینان
هاینان یا هائینان یکی از استان‌های کشور چین است.
این استان در جنوب این کشور قرار گرفته است و کوچکترین استان جمهوری خلق چین به شمار می‌آید.
مرکز این استان شهر هائیکو است.
جمعیت آن بالغ بر هشت میلیون نفر است.
هاینان خارج از سرزمین اصلی چین قرار گرفته و مشتمل بر چند جزیره است.
مساحت این استان برابر ۳۳،۹۲۰ کیلومتر مربع است.

## پیوندها
- وبگاه دولتی استان هاینان